# آرتاوازد پاشایان
آرتاوازد بارتوقیمئوسی (باگراتی) پاشایان (ارمنی: Արտավազդ Բարդուղիմեոսի (Բագրատի) Փաշայան؛ زادهٔ ۱ نوامبر ۱۹۱۰ - ۴ سپتامبر ۱۹۷۳) بازیگر اهل ارمنستان بود. وی بین سال‌های - تا - میلادی فعالیت می‌کرد.

## زندگی‌نامه
وی در ۱ نوامبر ۱۹۱۰ در باکو به دنیا آمد . وی همچنین برنده جوایزی همچون هنرمند مردمی ارمنستان شوروی (۱۹۵۶) شد. وی در ۴ سپتامبر ۱۹۷۳ در سن ۶۲ سالگی در لنیناکان درگذشت.